# Jack Carthy
Jack Carthy (Haworth, 8 de agosto de 1996) es un deportista británico que compite en ciclismo en la modalidad de trials.
Ganó nueve medallas en el Campeonato Mundial de Trials, entre los años 2015 y 2024, y cinco medallas de oro en el Campeonato Europeo de Trials, entre los años 2015 y 2024.

## Palmarés internacional
| Campeonato Mundial | Campeonato Mundial      | Campeonato Mundial | Campeonato Mundial |
| Año                | Lugar                   | Medalla            | Competición        |
| ------------------ | ----------------------- | ------------------ | ------------------ |
| 2015               | Vallnord (Andorra)      | Medalla de plata   | Trials 26″         |
| 2016               | Val di Sole (Italia)    | Medalla de oro     | Trials 26″         |
| 2017               | Chengdu (China)         | Medalla de oro     | Trials 26″         |
| 2018               | Chengdu (China)         | Medalla de oro     | Trials 26″         |
| 2019               | Chengdu (China)         | Medalla de bronce  | Trials 26″         |
| 2021               | Vic (España)            | Medalla de oro     | Trials 26″         |
| 2022               | Abu Dabi (EAU)          | Medalla de oro     | Trials 26″         |
| 2023               | Glasgow (Reino Unido)   | Medalla de oro     | Trials 26″         |
| 2024               | Abu Dabi (EAU)          | Medalla de oro     | Trials 26″         |
| Campeonato Europeo |                         |                    |                    |
| Año                | Lugar                   | Medalla            | Competición        |
| 2015               | Chies d'Alpago (Italia) | Medalla de oro     | Trials 26″         |
| 2018               | Moudon (Suiza)          | Medalla de oro     | Trials 26″         |
| 2019               | Lucca (Italia)          | Medalla de oro     | Trials 26″         |
| 2023               | Poprad (Eslovaquia)     | Medalla de oro     | Trials 26″         |
| 2024               | Jeumont (Francia)       | Medalla de oro     | Trials 26″         |